# إبيكسونا دو بارا
إبيكسونا دو بارا بلدية في ولاية بارا في المنطقة الشمالية من البرازيل.